# Allotropa virgata
Allotropa virgata ist eine Pflanzenart aus der Familie der Heidekrautgewächse (Ericaceae) und die einzige Art ihrer Gattung.

## Beschreibung
Allotropa virgata ist eine chlorophylllose, myko-heterotrophe krautige Pflanze. Ihre Wurzeln sind faserig, die aus ihnen sprießende Spross- und Blütenstandsachse steht aufrecht und ist rot und weiß gestreift. Die Blätter sind einfach, Vorblätter fehlen.
Der Blütenstand ist vielblütig, die fünf Blütenhüllblätter stehen in einem Blütenblattkreis, sind unverwachsen und glockenförmig. Die zehn (selten neun bis elf) Staubblätter sind ebenso lang wie der Perianth, die Staubbeutel wenden sich erst spät um. Der Griffel ist eingedrückt, die Narbe erweitert.
Die Samen sind linealisch, dünnwandig und haben längliche Zellen. 
Die Chromosomenzahl beträgt n = 13.

## Verbreitung
Die Art findet sich im Westen der USA in Höhenlagen zwischen 80 und 3000 Meter bis nach British Columbia in Kanada.

## Systematik
Gattung und die Art wurden 1858 sowie 1868 durch Asa Gray und John Torrey erstbeschrieben.

## Nachweise
- Peter F. Stevens et al.: Ericaceae. In: Klaus Kubitzki (Hrsg.): The Families and Genera of Vascular Plants, Bd. 6: Flowering Plants - Dicotyledons - Celastrales, Oxalidales, Rosales, Cornales, Ericales. Springer-Verlag, Berlin 2004, S. 167–168, ISBN 978-3-540-06512-8